# فلباسش
فَلْبَاسُش أو (نقحرة: فالبوكاس) هي مدينة من مدن البرتغال. يبلغ عدد سكانها 16,882 نسمة وذلك حسب إحصائيات سنة 2011.